# 曾繁日
曾繁日（1996年1月26日—），男，黑龙江五常人，中国大陆职业篮球运动员，司职大前锋，目前效力于CBA联盟的南京同曦大圣篮球俱乐部，亦曾是中国国家男子青年篮球队队员。

## 生平

### 早年
1996年，曾繁日出生于中国黑龙江省哈尔滨市五常市。起初，其在吉林省体育运动学校进行系统的篮球训练，后来加入NBL的湖南雪狼队。
2013年10月，曾繁日随荆州战士业余篮球队参加了该年度荆州市“莲花汽车杯”城市篮球争霸赛，并成为该届赛事中身高最高的参赛者。在该系列比赛中，其平均每场比赛可贡献2次盖帽，最终在因伤缺席总决赛的情况下随队获得当次赛事的冠军。
在湖南雪狼解散后，曾繁日转投了CBA球队青岛雄鹰。2016年5月，其随球队参加了一系列热身比赛，并获得一定出场机会。

### 职业生涯

#### 2016-17赛季（新秀赛季）
2016年8月24日，青岛雄鹰正式宣布与曾繁日签订了一份“3+1”合同。随后，球队安排其参加了当年10月19日举办的CBA短期交流球员摘牌大会，并被广东华南虎选中。11月4日，其在常规赛第三轮对阵吉林东北虎的比赛中首次获得出场机会，并在第二节比赛中完成首次得分。此后在第十轮常规赛与八一火箭对阵的比赛中，其获得11分钟的出场时间，并取得4分及9个篮板。而在常规赛第二十九轮对阵八一火箭的比赛中，其首次得到两位数得分（13分），期间有数记进球是以“暴扣”方式打入，此外还获得3个篮板。但总体而言，曾繁日在其新秀赛季中并未得到太多出场机会。在参加的9场比赛中，其平均每场比赛上场6分钟，可得2.2分及2个篮板。
赛季结束后，曾繁日于2017年5月10日参与了CBTA2017年中国篮球培训联盟全国青少年夏季联赛发布会。

#### 2017-18赛季
2017年9月14日，广东华南虎正式宣布曾繁日由青岛雄鹰转入。在随后的一个赛季中，球队对曾繁日进行了针对性培养，以令其能对易建联起到协助作用，惟效果并不理想。整个赛季，其平均每场仅获得3.9分钟的出场时间。
休赛期间，曾繁日被安排观赏了2018年东莞大学生篮球联赛总决赛，并在当年10月9日参加了作为华南师范大学85周年校庆活动的广东华南虎与深圳烈豹的表演赛。

#### 2018-19赛季
在职业生涯的第三个赛季，曾繁日在进攻、防守方面皆取得较大进步，出场机会亦显著增加。2019年1月4日，其在第二十八轮常规赛对阵山东金星的比赛中获得全队并列最高暨个人生涯新高的18分，并抢下4个篮板。而在之后的在第三十轮常规赛对阵八一火箭的比赛中，其亦能获得14分及4个篮板。2019年3月13日，其在第四十六轮常规赛对阵深圳烈豹的比赛中首发出场，是为其第一次以首发队员身份参赛；此外，其在该场比赛中得到14分及13个篮板，令其在刷新个人单场篮板记录之余又首次获得“两双”数据。而在总决赛阶段，曾繁日在首两场比赛中合共被判罚4次技术犯规，导致其未能参与第三场比赛。
在随后的休赛期，曾繁日于2019年9月作为主力队员随队参与了2019年中欧俱乐部冠军杯及2019年亚洲篮球俱乐部冠军杯，并在前者对阵奥尔登堡的比赛中获得15分及9个篮板。

#### 2019-20赛季
在这一赛季的全明星赛开赛前，曾繁日被认为是在一些场次上有抢眼表现，但“还没有超越角色球员的范畴”，且赛场表现仍不算稳定。而在赛季开始前，随着上一赛季的官方纪录片《敢梦敢当》的播映，曾繁日亦因片中时常出现的被杜锋训斥的片段而引发大量关注。为此，CBA联盟在2020年CBA全明星周末安排了一场由曾繁日对阵杜锋的“1V1”表演赛，最终以曾繁日透过“暴扣”进球之方式战胜杜锋作结。全明星赛结束后，其球风被认为是更为强硬合理。在常规赛第二十八轮对阵四川蓝鲸的比赛中，其出场17分钟，得到3分及包括4个前场篮板在内6个篮板。复赛阶段，其在2020年6月23日对阵江苏龙的比赛中获得22分，是为其职业生涯迄今为止的最高得分；之后又在7月3日对阵江苏龙的常规赛中获得13分及17个篮板，是为其职业生涯迄今为止的最高篮板球数。

### 国家队生涯
2011年7月18日，曾繁日入选了国家体育总局篮球运动管理中心举办的2011年全国篮球U14训练营。2012年3月，其首次入选中国国家男子少年篮球队短期集训项目。
2014年4月3日，曾繁日被补入中国国家男子青年篮球队，进行为期十一日的试训，但最终未有入选2014年亚洲U18青年篮球锦标赛国青男篮的参赛名单。2015年6月4日，其入选2015年U19世界青年篮球锦标赛国青男篮参赛名单，之后在对阵克罗地亚的小组赛中得到6分，及获得全队最高的11个篮板球；整个系列赛，其平均每场有14.3分钟的出场时间，可得2分、5.3个篮板及贡献2次助攻。

## 人物

### 技术特点
在广东华南虎效力时，曾繁日作为角色球员，被定位为易建联的主要替补；在比赛中，其以做“脏活累活”为主。技术上，其具备良好的拼抢篮板球能力，但进攻方面的能力就较为一般。

### 人物特点
- 形象阳光开朗，且被认为与热血漫画男主角相似。[46]
- 由于在中国男子篮球职业联赛比赛期间时常在场边被主教练杜锋训斥，故其与胡明轩、徐杰、杜润旺被球迷戏称为“挨骂F4”。[47]

### 球衣号码
- 9号：2013年荆州业余篮球争霸赛在战士队效力时使用的号码。[4]
- 21号：2016-17赛季在青岛雄鹰效力时原定使用的号码。[48]
- 22号：2017-18赛季及之后在广东华南虎效力时使用的号码。[20]
- 34号：2016-17赛季在广东华南虎效力时使用的号码。[49]

### 相关事件
2020年8月4日，曾繁日在2019-20赛季CBA半决赛第一场比赛第二节剩余7分多钟时对北京鸭队外籍球员艾派·尤度做出了袭击后者下体要害部位的动作，并因此被裁判判罚为夺权犯规，及取消当场比赛及下场比赛的参赛资格。比赛结束后，曾繁日透过社交网络承认其“对对手做出了不理智且不妥当的行为”，并向公众致歉。

## 数据

### CBA常规赛
| 賽季    | 球隊       | GP | GS | MPG   | FG%  | 3P%  | FT%  | RPG | APG | SPG | BPG | PPG |
| ------- | ---------- | -- | -- | ----- | ---- | ---- | ---- | --- | --- | --- | --- | --- |
| 2016-17 | 广东华南虎 | 9  | 0  | 7.00  | 60.0 | 0.0  | 80.0 | 2.2 | 0.1 | 0.1 | 0.2 | 2.4 |
| 2017-18 | 广东华南虎 | 18 | 0  | 4.50  | 42.9 | 50.0 | 25.0 | 1.7 | 0.2 | 0   | 0.1 | 1.4 |
| 2018-19 | 广东华南虎 | 42 | 1  | 11.02 | 59.8 | 0.0  | 61.7 | 3.4 | 0.2 | 0.4 | 0.5 | 4   |
| 2019-20 | 广东华南虎 | 41 | 0  | 10.24 | 64.8 | 0.0  | 63.6 | 2.8 | 0.4 | 0.3 | 0.4 | 3.5 |
| 2020-21 | 广东华南虎 | 51 | 8  | 15.47 | 62.7 | 0.0  | 67.1 | 4.3 | 0.5 | 0.6 | 0.3 | 5.2 |

### CBA季后赛
| 賽季    | 球隊       | GP     | GS     | MPG    | FG%    | 3P%    | FT%    | RPG    | APG    | SPG    | BPG    | PPG    |
| ------- | ---------- | ------ | ------ | ------ | ------ | ------ | ------ | ------ | ------ | ------ | ------ | ------ |
| 2016-17 | 广东华南虎 | 未参加 | 未参加 | 未参加 | 未参加 | 未参加 | 未参加 | 未参加 | 未参加 | 未参加 | 未参加 | 未参加 |
| 2017-18 | 广东华南虎 | 2      | 0      | 1.00   | 0.0    | 0.0    | 0.0    | 1      | 0      | 0      | 0      | 0      |
| 2018-19 | 广东华南虎 | 10     | 0      | 11.40  | 50.0   | 0.0    | 50.0   | 2.9    | 0.2    | 0.4    | 0.3    | 2.8    |
| 2019-20 | 广东华南虎 | 4      | 0      | 8.50   | 50.0   | 0.0    | 100.0  | 2.8    | 0      | 0.3    | 0      | 1      |
| 2020-21 | 广东华南虎 | 6      | 0      | 11.83  | 75.0   | 0.0    | 69.2   | 4.7    | 0.5    | 0      | 0.2    | 4.5    |